# Сольський Хрисанф Петрович
Хриса́нф Петро́вич Со́льський (1838 — 14 (27) лютого 1916) — філолог-класик, попечитель Оренбурзької та Одеської учбових округ, таємний радник.

## Біографія
Здобув освіту в Університеті Св. Володимира в Києві. Вступив на службу відомства Міністерства народної освіти 14 лютого 1863 року, був призначений учителем латинської мови в Курську гімназію. У 1868 році став інспектором Тамбовської гімназії, у 1869 році — інспектором Воронезької гімназії. C 16 березня 1871 року по 7 травня 1879 року був окружним інспектором Віленського навчального округу і на цій посаді був підвищений до звання статського радника (25 грудня 1874) та дійсного статського радника (26 грудня 1877). З 7 травня 1879 року обіймав посаду помічника попечителя Віленської учбової округи. 20 вересня 1882 року Сольський був назначений попечителем Оренбурзької учбової округи, а 18 березня 1885 року був переведений на посаду попечителя Одеської учбової округи, яку очолював понад 20 років; 1 січня 1892 року назначений таємним радником. Після призначення на пост міністра народної освіти ліберального графа І. І. Толстого Сольський будучи у похилому віці подав запит про власну відставку, був одним із двох попечителів учбових округ, які вирішили піти за власним бажанням.

Позже мне пришлось расстаться ещё с четырьмя попечителями округов: Рижского — Ульяновым и Виленского — Поповым, которым оказалось необходимым выяснить невозможность дальнейшей со мной службы, и Харьковского — Алексеенко и Одесского — Сольским, которые сами подали в отставку
Сольського було звільнено від служби, по запиту, за Найвищим указом від 13 січня 1906 року, з мундиром, присвоєним для посади попечителя, а на його місце того ж дня був призначений член Ради міністра, граф А. А. Мусін-Пушкін.
Помер в Одесі 14 (27) лютого 1916 року, був похований на Другому християнському цвинтарі м. Одеси, могила не зберіглася.

## Нагороди
- Орден Святого Станіслава 2-го ступеня (1870)
- Орден Святої Анни 2-го ступеня (1872)
- Орден Святого Володимира 3-го ступеня (1 січня 1883)
- Орден Святого Станіслава 1-го ступеня (1887)
- Орден Святої Анни 1-го ступеня (1889)
- Орден Святого Володимира 2-го ступеня (1 січня 1896)
- Орден Білого орла (1 січня 1903)